# شهرام سردار
شهرام سردار ( كردي : شەهرام سەردار: مواليد 1 كانون الثاني 1990) مغني كردي من العراق. وهو معروف بأسلوبه المستقل في الألحان والموسيقى الكردية. 

## النشأة والوظيفة
شهرام سردار، فنان ومغني من شمال العراق ، إقليم كردستان، في مدينة تسمى السليمانية. بدأ مسيرته الموسيقية والغنائية في عام 2012.
درس في السليمانية ، وأنهى دراسته الابتدائية في عام 2001 ومنذ ذلك الحين كان دائمًا يحب أن يكون جزءًا من جميع دروس الفن والموسيقى.
بعد المدرسة الثانوية، أنهى كلية العلوم والتكنولوجيا، قسم علوم الكمبيوتر.
منذ الطفولة، كان لديه شغف بتعلم الموسيقى والغناء، وهذا الشغف جعله الان يعزف على ثماني آلات موسيقية بشكل جيد للغاية.
وهو أيضًا مدير إنتاج في شركة Vino لإنتاج الموسيقى والألبومات للفنانين. وقد نشر أكثر من 12 ألبومًا لفنانيز آرتيسيس، وأنتج أكثر من 55 مقطع فيديو والعديد من الأغاني الناجحة.  نشر أغنيته الأولى بعنوان Yala Shofer في عام 2012.
يتم نشر أغانيه في قوائم التشغيل الموسيقية الأكثر شعبية.  وأغنيته الأخيرة اسمها بيرم كردوي ونشرت عام 2023. 

## الأغاني

### فردي
- 2012: يەلا شوفر
- 2013: مەستان
- 2014: صفر
- 2015: داكسوازي
- 2017: يادي تو
- 2018: دەمرم بە بى تۆ
- 2018: بو توراي
- 2019: من توم خوش ئەوى
- 2019: فرميسك [5]
- 2019: سلطاني دل
- 2019: سريع [6]
- 2020: ليلي
- 2021: دل لا سينەم دەرچو
- 2021: دلي ديوانا
- 2022: جه ند جار ده ست كرده ملم
- 2022: بيروزه [7]
- 2023: بيرم كردوي [4]

## وصلات خارجية
- Shahram Sardar التسجيلات من ديسكاغز.كوم
- Shahram Sardar على يوتيوب
- Corporation، Nalia. شەهرام سەردار نوێترین ئەلبومی بڵاودەکاتەوە. nrttv.com. مؤرشف من الأصل في 2023-07-08. اطلع عليه بتاريخ 2021-11-10.
- ڤیدیۆ...شەهرام سەردار خیانەتی لێدەكرێت. speemedia.com. مؤرشف من الأصل في 2023-07-08. اطلع عليه بتاريخ 2021-11-10.